# Денят на независимостта
„Денят на независимостта“ (на английски: Independence Day) е американски филм от 1996 г. на режисьора Роланд Емерих.

## Актьорски състав
| Актьор         | Роля                        |
| -------------- | --------------------------- |
| Уил Смит       | капитан Стивън Хилър        |
| Джеф Голдблум  | Дейвид Левинсън             |
| Бил Пулман     | президент Томас Уитмор      |
| Маргарет Колин | Констанс Спано              |
| Робърт Лоджия  | генерал Уилям Грей          |
| Ранди Куейд    | Ръсел Кейс                  |
| Джеймс Дювал   | Мигел Кейс                  |
| Джъд Хърш      | Джулиън Левинсън            |
| Мери Макдонъл  | първата дама Мерилин Уитмор |
| Вивика Фокс    | Джасмин Дюброу              |
| Джеймс Ребхорн | Албърт Нимзицки             |
| Брент Спайнър  | доктор Окун                 |

## Награди и номинации
| Награда                              | Категория                           | Номиниран(и)                        | Резултат  |
| ------------------------------------ | ----------------------------------- | ----------------------------------- | --------- |
| Награди на филмовата академия на САЩ | Най-добри визуални ефекти           | Най-добри визуални ефекти           | награда   |
| Награди на филмовата академия на САЩ | Най-добър звук                      | Най-добър звук                      | награда   |
| Награда на БАФТА                     | Най-добър звук                      | Най-добър звук                      | номинация |
| Награда на БАФТА                     | Най-добри специални визуални ефекти | Най-добри специални визуални ефекти | номинация |
| Хюго                                 | Най-добро сценично представяне      | Най-добро сценично представяне      | номинация |
| Сателит                              | Най-добър филмов монтаж             | Най-добър филмов монтаж             | награда   |
| Сателит                              | Най-добри визуални ефекти           | Най-добри визуални ефекти           | награда   |
| Сатурн                               | Най-добър научнофантастичен филм    | Най-добър научнофантастичен филм    | награда   |
| Сатурн                               | Най-добри специални ефекти          | Най-добри специални ефекти          | награда   |
| Сатурн                               | Най-добър режисьор                  | Роланд Емерих                       | награда   |
| Сатурн                               | Най-добри костюми                   | Най-добри костюми                   | номинация |
| Сатурн                               | Най-добър сценарий                  | Дийн Девлин, Роланд Емерих          | номинация |
| Сатурн                               | Най-добра музика                    | Дейвид Арнолд                       | номинация |
| Сатурн                               | Най-добър актьор                    | Уил Смит                            | номинация |
| Сатурн                               | Най-добър актьор                    | Джеф Голдблум                       | номинация |
| Сатурн                               | Най-добър актьор в поддържаща роля  | Брент Спайнър                       | номинация |
| Сатурн                               | Най-добра актриса в поддържаща роля | Вивика Фокс                         | номинация |
| Сатурн                               | Най-добър млад актьор               | Джеймс Дювал                        | номинация |

## Български дублажи
| Озвучаващи артисти | Петя Абаджиева Венета Зюмбюлева Георги Георгиев-Гого Иван Танев Христо Чешмеджиев Марин Янев Стефан Стефанов |

| Озвучаващи артисти  | Христина Ибришимова Гергана Стоянова Тодор Николов Калин Сърменов Стефан Сърчаджиев-Съра Васил Бинев |
| Преводач            | Надя Баева                                                                                           |
| Тонрежисьор         | Галина Наумова                                                                                       |
| Режисьор на дублажа | Албена Павлова                                                                                       |

## Филми от поредицата за „Денят на независимостта“
Поредицата „Денят на независимостта“ включва 2 филма:
- „Денят на независимостта“ (1996)
- „Денят на независимостта: Нова заплаха“ (2016)